# La tana (film 2021)
La tana è un film del 2021 diretto da Beatrice Baldacci, qui al suo esordio alla regia di un lungometraggio.

## Trama
Giulio è un ragazzo che l'estate dei suoi diciotto anni decide di rinunciare a qualsiasi svago per aiutare i genitori nei lavori campestri alla loro casa di campagna. Un giorno nota un'auto parcheggiata nel casale disabitato vicino al loro; più tardi vede una ragazza che, da lontano, li guarda svolgere i loro lavori di pulizia. Con la scusa di avvisarla dell'imminente fuoco alle sterpi che potrebbe disturbarla, Giulio bussa alla vicina ma viene sbrigativamente congedato. Un giorno, mentre sta facendo il bagno nel laghetto, Giulio viene raggiunto dalla disinibita ragazza che lo approccia sessualmente, ottenendo un'impacciata risposta dal ragazzo. La giovane, di nome Lia, non fornisce alcuna informazione su sé stessa: ogni volta che Giulio cerca di chiedere qualcosa, Lia risponde sgarbatamente e cambia discorso; inoltre ha dei comportamenti borderline, arrivando a correre in auto di notte a fari spenti o lasciando Giulio in cima a un albero, togliendogli la scala. Giulio, che nonostante tutto si è preso una cotta per Lia, una sera va di nascosto a casa della ragazza e la vede assieme a un uomo con cui parla di terapie e medicinali; nota inoltre una donna di mezza età a letto, visibilmente sofferente. Il giorno dopo Giulio svela a Lia di averla spiata e la ragazza reagisce furiosamente. Trascorsi alcuni giorni di silenzio, Lia fa in modo di essere seguita da Giulio fino a casa: qui, dopo un rapporto sessuale, svela tutto all'amico: ha portato la giovane madre Laura, ammalatasi prematuramente di Alzheimer, dalla clinica dov'era ricoverata alla vecchia casa di campagna in cui la donna era nata e aveva trascorso la giovinezza; qui le somministra i farmaci (l'uomo visto da Giulio è il medico), le fa vedere in continuazione dei filmini dove la donna, da ragazza, si prendeva cura del suo giardino fiorito, le fa ascoltare le sue vecchie musicassette, vedere le vecchie foto, le legge i suoi vecchi libri, ma la sfortunata madre non ne trae alcun giovamento. Giulio cerca, con scarsi risultati, di aiutare madre e figlia: Laura sembra inizialmente reagire bene alla presenza del ragazzo, ma dopo una crisi Lia lo caccia. La ragazza, disperata, medita un'estrema soluzione: in un momento di tenerezza aveva sussurrato a Giulio di voler uccidere la madre, ma il ragazzo aveva fatto finta di non sentire. La sera stessa somministra un'intera fialetta di medicinale alla madre, che durante la notte si spegne. Il mattino dopo, Giulio e Lia si guardano dalle rispettive finestre.

## Produzione
Il film è stato girato interamente in Piemonte. È l'esordio al cinema della regista Beatrice Baldacci su sceneggiatura sua e di Edoardo Puma. È stato sviluppato nel programma "Biennale College Cinema" 2021/22 ed è stato presentato in anteprima alla 78ª Mostra Internazionale del Cinema di Venezia nel settembre 2021.

## Distribuzione
Il film è stato presentato in anteprima il 6 settembre 2021 alla 78ª Mostra internazionale d'arte cinematografica di Venezia ed è uscito nelle sale il 28 aprile 2022.

## Colonna sonora
Le musiche del film sono state composte, registrate, mixate e prodotte da Valentino Orciuolo. Le tracce sono:
1. The Den – 1:35
2. Nothing – 2:14 – voce: Daniela Mariti
3. A Walk – 3:08
4. No Hero – 1:51
5. Smoke Kills – 0:49
6. Need Me – 2:01
7. Nothing (sunset mix) – 2:58

## Accoglienza

### Incassi
Il film ha incassato complessivamente 14 057 dollari.

### Critica
Il film ha ottenuto una buona accoglienza; i recensori hanno puntato il dito principalmente sulla regia acerba ma efficace di Beatrice Baldacci, «che ha occhio e sensibilità, sa dove collocare la macchina da presa, e riesce qua e là a sbalordire», e sulla mediocre fotografia dovuta al basso budget. Per alcuni recensori la modesta fotografia è però azzeccata, soprattutto le sequenze in bassa risoluzione che raffigurano i ricordi offuscati della mente malata della madre di Lia. La tana è considerato «un film piccolo ma con ambizioni (riuscite) d'autore» che descrive un dramma psicologico e l'irruzione simultanea dell'amore e della morte. I critici lodano particolarmente la capacità dei personaggi di rimanere in silenzio e di esprimere i propri sentimenti attraverso silenzi e sguardi piuttosto che con le parole.

## Riconoscimenti
- 2021 – Mostra internazionale d'arte cinematografica
  - Premio Hollywood Foreign Press Association a Beatrice Baldacci[14]
- 2021 – Alice nella città
  - Premio Raffaella Fioretta al miglior film[15]
- 2021 – Fabrique Du Cinéma Awards
  - Migliore attrice a Irene Vetere[16]
- 2022 - Sehsüchte International Film Festival
  - Miglior lungometraggio[17]
- 2022 – Adriatic Film Festival
  - Miglior film d'esordio[18][19]
- 2022 – IMAGO - International Film Festival di Civitella del Tronto[20]
  - Miglior film italiano
  - Miglior attore protagonista a Lorenzo Aloi
- 2022 – Porto Femme - International Film Festival
  - Miglior film[21]
- 2022 – Tirana International Film Festival
  - Premio PerspecTIFF[22]
- 2022 – Marcello Italian Film Festival
  - Miglior film[19]
- 2022 – Calella Film Festival
  - Miglior regista a Beatrice Baldacci[23]
- 2022 – Lublin Film Festival
  - Menzione speciale[N 2]
- 2023 – FemCine - Santiago Women's Film Festival
  - Miglior film[25]